# Giuseppe Capecci
Giuseppe Capecci (Castelfidardo, 18 marzo 1838 – Alessandria, 16 luglio 1918) è stato un vescovo cattolico italiano.

## Biografia
Originario di Castelfidardo, entrò in giovane età nell'ordine agostiniano. Fu ordinato sacerdote il 22 dicembre 1860 dal vescovo di Perugia Gioachino Pecci, allora cardinale (poi Papa Leone XIII).
Dal 1870 fu parroco della chiesa agostiniana di N.S. della consolazione a Genova. Fu più volte eletto provinciale per la Liguria del suo ordine ed esaminatore prosinodale. Presiedette il consiglio dei parroci e l'accademia teologica "S. Tommaso d'Aquino".
Nel 1896 rifiutò la sede episcopale di Montefeltro, mentre accettò di essere destinato a quella di Alessandria.

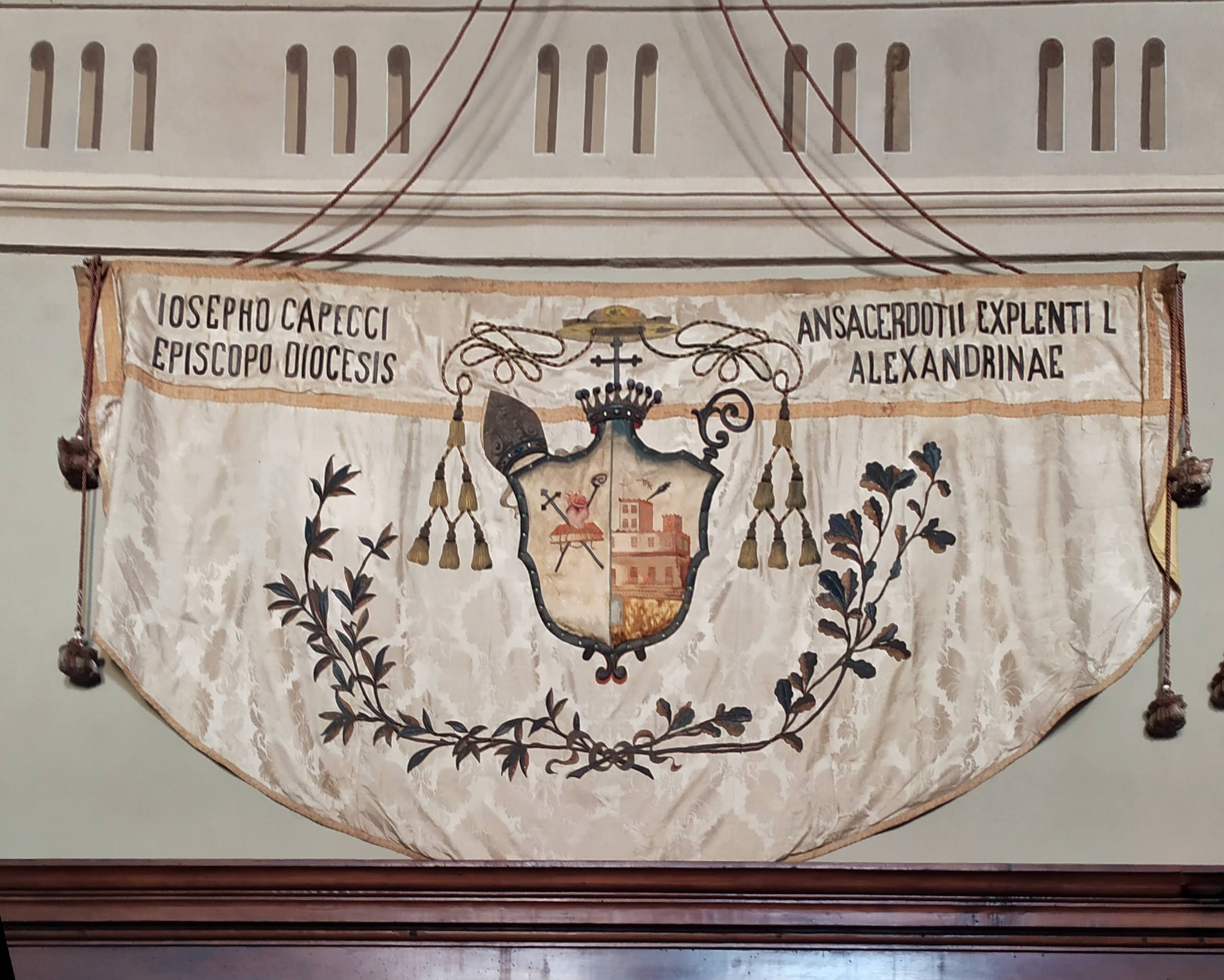
Gonfalone realizzato per il 50º anniversario di ordinazione sacerdotale di Mons. Giuseppe Capecci, esposto nella sala capitolare della Cattedrale di Alessandria

Dapprima sepolto ad Alessandria, il suo corpo nel 1926 fu traslato definitivamente nella sua chiesa di Genova, ove è stato edificato un monumento funebre. L'originaria lapide sepolcrale, prelevata dal cimitero cittadino, è stata collocata nel deambulatorio della cattedrale di Alessandria.

## Opere edite
- La professione monastica e i suoi nemici. Discorso per la vestizione religiosa di Caterina Milesi nel monastero delle Agostiniane di S. Ignazio in Genova, il 20 nov. 1893, Genova, tip. del R. Istituto Sordo-Muti, 1893.
- Intorno alla sua missione del governo e regimento della Diocesi di Alessandria, Genova, Tip. di Giov. Batt. Canini 1897, in 4.
- Sulla necessità della Parola di Dio, Alessandria, Tipo-Litogr. Successori Gazzotti e C. 1898, in 8.
- Dei doveri dei Cristiani verso Gesù Cristo, Omilia, Alessandria, Stab. Tip. G. Iacquemod e figli, 1899, in 4.
- La Sacra Visita, Ibidem, Stab. Tip. Gazzotti e C. 1899, in 8.
- Pellegrinaggio a Roma per l'Anno Santo 1900. Ibidem, Stab. Tip. Iacquemod e figli, 1899, in 8.
- Il Beneficio della nostra vocazione alla Fede. Ibidem, Stab. Tipo-Lit. Successori Gazzotti e C. 1900, in 8.
- La Traslazione delle Ceneri del S. P. Agostino dalla Cattedrale nella Chiesa monumentale di S. Pietro in Ciel d'Oro di Pavia. Ibidem, Stab. Tip. G. Iacquemod e figli, 1900, in 8.
- Della necessità di ritornare a Gesù Cristo. Ibidem, Stab. Tipo-Litogr. Succ. Gazzotti e C. 1901, in 8.
- Della necessità dei Sacramenti, Ibidem iisdem typ. 1902 in 8.
- Della necessità dell'istruzione religiosa, Torino, Tip. Matteo Artale in 8, pp. 62.
- Nei solenni funerali celebrati nella Cattedrale di Alessandria il giorno 27 Luglio 1903 a suffragio dell'anima benedetta del sommo Pontefice Leone XIII. Discorso. Alessandria, Tip. Iacquemod e figli, 1903.
- Il perché dell'odio e della persecuzione contro la religione di Cristo. Lettera pastorale per la quaresima del 1905, Alessandria 1905, in 4.
- Il Laicismo e le sue conseguenze, Lettera pastorale del 1906. Ibidem.
- Una sicurezza ed un timore. Lettera Pastorale per la quaresima del 1907. Ibidem.
- Il modernismo, Lettera circolare al clero: Comunicazione di documenti, Alessandria, Iacquemod e figli, 1907 in 8.
- Moderno Paganesimo. Lettera pastorale per la quaresima del 1908. Ibidem.
- Di un'empia campagna. Lettera pastorale per la quaresima del 1909. Ibidem.
- Del Miracolo. Lettera pastorale per la quaresima del 1910. Ibidem.
- Di una grande vanità ed un supremo interesse. Lettera Pastorale per la quaresima del 1911. Ibidem et semper iisdem typis G. Iacquemod.
- Un po' di Catechismo. Lettera pastorale per l'anno 1912. Ibidem.
- Dio e l'impero della sua legge. Lettera pastorale per l'an. 1913. Ibidem.
- Giogo soave e l'osservanza della legge divina. Lettera pastorale per la quaresima del 1914, quae ex suis epistolis et Sermonibus fert: n. 59. Ibidem.
- La parola del Papa. Lettera pastorale per l'anno 1915. Ibidem et iisdem typis.
- Sursum Corda. Lettera pastorale per l'anno 1916. Ibidem.
- Dio e la guerra, ossia i mali fisici e morali nel governo della Provvidenza divina. Lettera pastorale per l'anno 1917. Ibidem.
- Lettera pastorale per la quaresima del 1918.

## Genealogia episcopale
La genealogia episcopale è:
- Cardinale Scipione Rebiba
- Cardinale Giulio Antonio Santori
- Cardinale Girolamo Bernerio, O.P.
- Arcivescovo Galeazzo Sanvitale
- Cardinale Ludovico Ludovisi
- Cardinale Luigi Caetani
- Cardinale Ulderico Carpegna
- Cardinale Paluzzo Paluzzi Altieri degli Albertoni
- Papa Benedetto XIII
- Papa Benedetto XIV
- Cardinale Enrico Enriquez
- Arcivescovo Manuel Quintano Bonifaz
- Cardinale Buenaventura Córdoba Espinosa de la Cerda
- Cardinale Giuseppe Maria Doria Pamphilj
- Papa Pio VIII
- Papa Pio IX
- Cardinale Raffaele Monaco La Valletta
- Cardinale Serafino Cretoni
- Vescovo Giuseppe Capecci, O.E.S.A.